# Перюи (кантон)
Перюи́ (фр. Peyruis) — кантон во Франции, находится в регионе Прованс — Альпы — Лазурный Берег, департамент Альпы Верхнего Прованса. Входит в состав округа Форкалькье.
Код INSEE кантона — 0419. Всего в кантон Перюи входит 4 коммуны, из них главной коммуной является Перюи.

## Коммуны кантона
| Коммуна   | Население, чел. (2007) | Почтовый индекс | Код INSEE |
| --------- | ---------------------- | --------------- | --------- |
| Ганагоби  | 106                    | 04310           | 04091     |
| Ла-Брийан | 869                    | 04700           | 04034     |
| Люр       | 381                    | 04700           | 04106     |
| Перюи     | 2 468                  | 04310           | 04149     |

## Население
Население кантона на 2007 год составляло 3 824 человека.
| 1962  | 1968  | 1975  | 1982  | 1990  | 1999  | 2006  | 2007  | 2008 |
| ----- | ----- | ----- | ----- | ----- | ----- | ----- | ----- | ---- |
| 2 149 | 2 557 | 2 543 | 2 620 | 3 080 | 3 420 | 3 774 | 3 824 | —    |